# Adnan Terzić
Adnan Terzić, né le 5 avril 1960 à Zagreb, Croatie, est un homme d'État bosnien, président du Conseil des ministres de décembre 2002 à janvier 2007.

## Biographie
Adnan Terzić sort diplômé géomètre-topographe de l'université de Sarajevo en 1986. Il est employé dans diverses positions dans la ville de Travnik en Bosnie centrale. De 1996 à 2000, il est gouverneur de la région de Bosnie-Herzégovine centrale.
Adnan Terzić est membre du Parti d'action démocratique, un parti nationaliste bosniaque, et devient président du Conseil des ministres en décembre 2002 après la victoire du SDA aux élections générales.